# Vito Ortelli
Vito Ortelli (Faenza, 5 luglio 1921 – Faenza, 24 febbraio 2017) è stato un ciclista su strada e pistard italiano.
Passista, professionista tra il 1942 e il 1952, vinse una tappa al Giro d'Italia, due Milano-Torino, un Giro del Piemonte e tre titoli italiani, uno su strada e due su pista nell'inseguimento individuale.

## Carriera
Già tra gli allievi e i dilettanti si distinse con numerose vittorie. Passato professionista nel 1942 con la Bianchi, nelle stagioni seguenti corse anche per la Benotto, la francese Olympia-Dunlop, l'Atala-Pirelli e la Lygie.
Negli anni del professionismo si mise in luce sia su strada sia su pista. Le sue principali vittorie arrivarono al Giro di Toscana 1942, alla Milano-Torino nel 1945 e nel 1946, nella tappa con arrivo a Chieti al Giro d'Italia 1946, al Giro del Piemonte 1947 e al Giro di Romagna 1948. Nel 1948 si laureò anche campione italiano su strada, primeggiando nella graduatoria multi-prova a punti. Al Giro d'Italia fu terzo nel 1946, vestendo la maglia rosa per sei giorni, e quarto nel 1948, con cinque giorni in maglia rosa. Fu anche secondo alla Milano-Sanremo 1949, anticipato da Fausto Coppi.
Su pista fu campione italiano nell'inseguimento individuale nel 1945 e nel 1946 battendo in finale Fausto Coppi; partecipò anche alla prova di specialità ai campionati del mondo 1946 a Zurigo, piazzandosi quarto. Si ritirò dall'attività nel 1952.

## Palmarès

### Strada
- 1940 (dilettanti)

Giro del Penice
Bologna-Raticosa
- 1941 (dilettanti)

Circuito della Giustiniana
Astico-Brenta
Trofeo Costanzo Ciano
- 1942 (Bianchi, una vittoria)

Giro di Toscana
- 1943 (Bianchi, una vittoria)

G.P. Apertura Vis et Patriae
- 1945 (Benotto, una vittoria)

Milano-Torino
- 1946 (Benotto, tre vittorie)

Milano-Torino
6ª tappa Giro d'Italia (Ancona > Chieti)
Trofeo del XX settembre
- 1947 (Benotto, una vittoria)

Giro del Piemonte
- 1948 (Atala-Pirelli, due vittorie)

Giro di Romagna
Campionati italiani (a punti)
- 1950 (Atala-Pirelli, una vittoria)

Grand Prix de Nice

#### Altri successi
- 1942 (Bianchi)

Criterium di Napoli (a squadre)

### Pista
- 1945

Campionati italiani, Inseguimento individuale
- 1946

Campionati italiani, Inseguimento individuale

## Piazzamenti

### Grandi Giri
- Giro d'Italia

1946: 3º
1947: 12º
1948: 4º
1950: ritirato (3ª tappa)

### Classiche monumento
- Milano-Sanremo

1943: 15º
1946: 6º
1947: 8º
1949: 2º
1951: 75º
- Giro di Lombardia

1942: 30º
1948: 5º

### Competizioni mondiali
- Campionati del mondo su pista

Zurigo 1946 - Inseguimento individuale: 4º
- Campionati del mondo su strada

Valkenburg 1948 - In linea: 8º